# Hieróglifos egípcios
Hieróglifos egípcios eram o sistema de escrita formal usado no Antigo Egito. Os hieróglifos combinavam elementos logográficos, silábicos e alfabéticos, com um total de cerca de 1 000 caracteres distintos. Acredita-se que tiveram origem por volta de 3000 a.C.
O uso da escrita hieroglífica surgiu a partir de sistemas de símbolos proto-letrados no início da Idade do Bronze, por volta do século 32 a.C. (Naqada III), com a primeira frase decifrável escrita na língua egípcia que data da Segunda dinastia (século 28 a.C.). Os hieróglifos egípcios desenvolveram-se em um sistema de escrita usado para inscrição monumental na linguagem clássica do período do Império Médio; durante esse período, o sistema fez uso de cerca de 900 sinais distintos. O uso deste sistema de escrita continuou através do Novo Império e Período Tardio, e nos períodos persa e ptolomaico. Sobrevivências tardias do uso hieroglífico são encontradas no período romano, estendendo-se até o século IV.

## Decifração dos hieróglifos egípcios
A decifração do sistema de escrita dos hieróglifos egípcios é geralmente atribuída a Jean François Champollion, o chamado "Pai da Egiptologia". Nascido na França em 1790, desde muito jovem Champollion mostrou um grande interesse pelo estudo das línguas orientais, e aos 16 anos já conhecia hebraico, árabe, persa, chinês e várias outras línguas asiáticas.
Concluiu que o cóptico, a língua falada pelos cristãos egípcios ainda existentes, correspondia ao último estágio da antiga língua egípcia. Esta foi a sua grande vantagem sobre o médico inglês Thomas Young, que também investigou o significado dos hieróglifos, embora com menos sucesso.
Inicialmente, Champollion estava convencido, tal como Young, de que os hieróglifos eram puramente simbólicos, sem qualquer valor fonético. No entanto, após estudar várias inscrições hieroglíficas contendo nomes reais, tais como o obelisco de Bankes e a Pedra de Roseta, Champollion descobriu que afinal muitos hieróglifos possuíam o efeito fonético comum aos ideogramas.
O estudo da antiga língua egípcia - vinculada nos hieróglifos egípcios - avançou bastante durante o século XX, com o trabalho de linguistas como Sir Alan Gardiner e Hans Jakob Polotski, que permitiram uma melhor compreensão da gramática e do sistema verbal.

## Princípios gerais da escrita hieroglífica egípcia

### Direção de leitura
| A |

| A |

| i |

| i |

| i | i |

| i | i |

| y |

| y |

| a |

| a |

| w |

| w |

| W |

| W |

| b |

| b |

| p |

| p |

| f |

| f |

| m |

| m |

| n |

| n |

| r |

| r |

| h |

| h |

| H |

| H |

| X |

| X |

| x |

| x |

| s |

| s |

| z |

| z |

| S |

| S |

| q |

| q |

| k |

| k |

| g |

| g |

| t |

| t |

| T |

| T |

| d |

| d |

| D |

| D |

A escrita hieroglífica podia ser escrita em linhas ou colunas, tanto da esquerda para a direita, como da direita para a esquerda. Para identificar a direção de leitura de um determinado texto, deve-se analisar a direção para onde os sinais estão voltados. Os sinais hieroglíficos estão sempre voltados para o início do texto.
Desta forma, o texto
| nTr | nfr | nb · Z1 | tA · tA | nb · ir · x · t | ←ra | mn | xpr→ | G38 | ra · Z1 | ←G26 | ms · z | nfr | xpr→ |

deve ser lido da esquerda para a direita, pois os sinais (como o do machado sagrado, do olho, e dos pássaros) estão voltados para a esquerda.
Os sinais, ainda, eram agrupados de forma a construir um conjunto harmonioso, com a escrita dos hieróglifos dentro de quadrados imaginários. Em um texto, os sinais superiores são sempre lidos antes dos inferiores .
Desta forma, o texto
| nTr | nfr | nb · Z1 | tA · tA | nb · ir · x · t |

Deve ser lido nesta ordem:
| nTr | nfr | nb | Z1 | tA | tA | nb | ir | x | t |

### Tipos de sinais
Os sinais hieroglíficos egípcios são divididos entre ideogramas e fonogramas.

#### Ideogramas
Quando um único sinal representa, sozinho, uma determinada ideia ou coisa, ele é considerado um ideograma. Por exemplo, o sinal
| pr |

que representa uma casa, pode significar a palavra “casa”.
Na maior parte das vezes, os ideogramas funcionam como determinativos. Ao final das palavras, um ideograma é colocado, para indicar a qual categoria uma palavra pertence.
Por exemplo, o sinal
| O49 |

é um determinativo para a ideia de cidade. Assim, pode-se identificar que as palavras
| Ab | b | Dw · Z1 | O49 |

| z · G39 | w | t · O49 |

são nomes de cidades, pois terminam com o hieróglifo
| O49 |

Os cartuchos, dentro dos quais era escrito o nome de reis e rainhas, era também um ideograma, relacionado à ideia de eternidade.
| sw · t | bit · t | ra · Z1 | ←nbw | kA→ | di | anx | ra · Z1 | mi |

#### Fonogramas
Em egípcio antigo, os fonogramas poderiam ser de três mil tipos:
- unilíteros, ou alfabéticos: quando cada sinal representa apenas um som. Estes são os sinais que formam o chamado “alfabeto” egípcio.
- bilíteros, quando um sinal representa dois sons. Por exemplo,

| wr |

e 
| pr |

são sinais que representam duas consoantes (na ordem, wr e pr).
- trilíteros, quando um sinal representa três sons. Como, por exemplo,

| anx |

, ou 
| nTr |

 ou 
| nfr |

.
(Na ordem, os sinais representam os sons anḫ, nṯr e nfr).
A escrita egípcia não representava vogais, apenas consoantes e semivogais. A partir do período ptolemaico, alguns sinais foram adaptados para representar vogais dos nomes dos governantes estrangeiros (como Cleópatra e Ptolomeu, que eram nomes gregos).

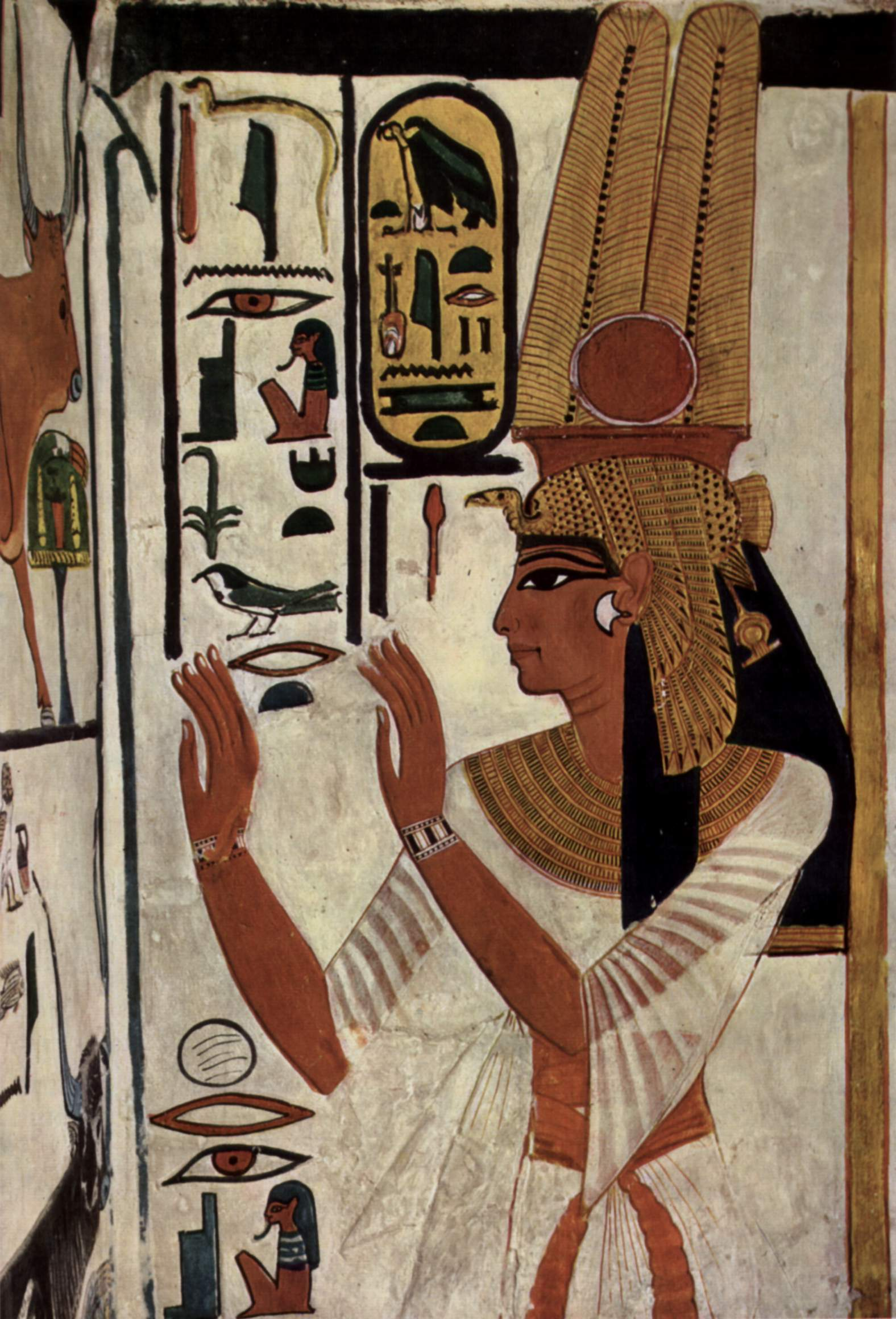
Neste texto, que deve ser lido da esquerda para a direita, está escrito:
Palavras ditas por Osíris: grande rainha, perante Osíris. Nefertari, amada de Mut.
Note o nome da rainha escrito dentro de um cartucho

| D · S43 | i · n | ir · st · A40 | sw | N41 · t | wr&r&t |

| x · r | ir · st · A40 |

| ←mwt | t | nfr | i | t · r · y | n | t→ |

| mAa | xrw |